# 부산진구 을 (1963년 선거구)
부산진구 을은 대한민국의 옛 국회의원 선거구이다. 당시 부산시 부산진구의 일부 지역을 관할했다.

## 역사
1963년 1월, 경상남도 부산시가 정부 직할 부산시로 승격되면서 경상남도에서 분리되었다. 이에 제6대 국회의원 선거를 앞두고 부산시 부산진구 을 선거구가 개편되면서 부산진구 을 선거구가 되었다.
제9대 국회의원 선거를 앞두고 부산진구 갑, 을 선거구가 통합되어 부산진구 선거구를 이루면서 폐지되었다.

## 역대 국회의원
| 선거   | 정당 | 정당       | 의원   |
| ------ | ---- | ---------- | ------ |
| 1963년 |      | 민주공화당 | 최두고 |
| 1967년 |      | 민주공화당 | 최두고 |
| 1971년 |      | 신민당     | 정해영 |

## 역대 선거 결과

### 대한민국 제6대 국회의원 선거
|  | 39.59% |

|  | 22.45% |

|  | 18.17% |

|  | 17.18% |

|  | 1.48% |

|  | 0.56% |

### 대한민국 제7대 국회의원 선거
|  | 49.50% |

|  | 30.71% |

|  | 18.75% |

|  | 1.02% |

|  | 0% |

### 대한민국 제8대 국회의원 선거
|  | 58.86% |

|  | 40.29% |

|  | 0.84% |